# Vale strandplevier
De vale strandplevier (Anarhynchus marginatus) is een waadvogel uit de familie van plevieren (Charadriidae). Deze plevier komt voor in Sub-Saharisch Afrika.

## Kenmerken
De vogel is gemiddeld 18 cm lang en weegt 27 tot 55 g. De ondersoort  mechowi is gemiddeld 15 g lichter. Deze plevier lijkt op de strandplevier, maar bij de vale strandplevier ontbreekt een duidelijke donker bandje op de borst. Opvallend is het witte voorhoofd, maar daarachter (in het zomerkleed) een smal klein zwart bandje.

## Verspreiding en leefgebied
De soort telt vier ondersoorten:
- Anarhynchus marginatus mechowi: van Afrika bezuiden de Sahara tot noordelijk Angola, Botswana, Zimbabwe en noordelijk Mozambique.
- C. m. marginatus: van zuidwestelijk Angola tot zuidwestelijk Zuid-Afrika.
- C. m. arenaceus: van zuidelijk Mozambique tot zuidelijk Zuid-Afrika.
- C. m. tenellus: Madagaskar.

Het leefgebied bestaat uit rotsachtige, zandige of modderige kusten, riviermondingen, grote rivieren en meren.

## Status
Deze plevier heeft een groot verspreidingsgebied en daardoor is de kans op de status  kwetsbaar (voor uitsterven) niet zo groot. De grootte van de wereldpopulatie is niet gekwantificeerd, maar de vale plevier gaat in aantal achteruit door aantasting van het leefgebied door de aanleg van dammen en de aanleg van infrastructuur en stadsontwikkeling in de kustgebieden. Het tempo van achteruitgang ligt onder de 30% in tien jaar (minder dan 3,5% per jaar). Om deze redenen staat de vale plevier als niet bedreigd op de Rode Lijst van de IUCN.